# Удел Богородицы
Уде́л Богоро́дицы — в православии, «жребий» Божией Матери на земле — священная земля, которая почитается Поместными православными церквями как великая святыня, находящаяся под особенным покровительством и небесным управлением Божией Матери.
Известны четыре удела Богородицы:
- Иверия — первый и главный удел, обретённый Богородицей сразу после распятия Иисуса Христа в I веке;
- Святая Гора Афон;
- Киево-Печерская лавра;
- Серафимо-Дивеевский монастырь.

## Первый удел: Иверия (современная Грузия)

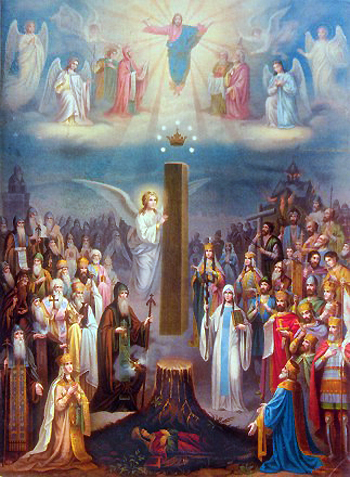
Икона «Слава Грузинской Православной Церкви» с изображением покровительства Богородицы

Когда в 44 году от Рождества Христова иудейский царь Ирод Агриппа начал преследовать христиан и обезглавил апостола Иакова, брата апостола Иоанна Богослова, заключил в темницу апостола Петра, святые апостолы, с соизволения Богоматери, признали за лучшее оставить Иерусалим, а перед этим решили бросить жребий, дабы определить кому в какую страну отправиться для проповеди Евангелия. Богородице достались земли Иверии. Когда Богоматерь была готова отправиться в путь, Ей явился ангел Божий и повелел оставаться в Иерусалиме, пообещав, что жребий её свершится в своё время. Тогда Богоматерь, призвав апостолов Андрея и Симона, вручила им Свой нерукотворный образ для благословения Иверии. Впоследствии, в IV—VI веках, Грузия стала христианским государством.

## Второй удел: Святая Гора Афон

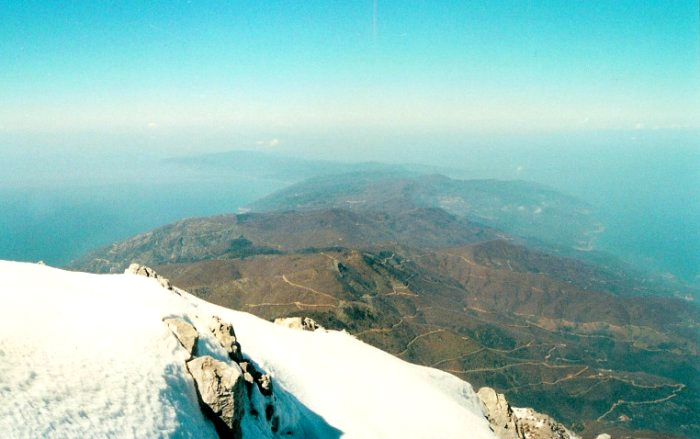
Вид на полуостров с верхней точки горы Афон

Вторым уделом стал Афон: когда Божия Матерь отправилась на остров Кипр навестить святого Лазаря, воскрешённого Господом, поднялся сильный ветер. Бурей корабль был отнесён к берегу Афонской горы, населённой язычниками. Пресвятая Дева, видя в этом указание воли Божией на данный Ей Жребий на земле, вышла на берег и возвестила язычникам евангельское учение.
Силой Своей проповеди и многочисленными чудесами Богородица обратила местных жителей в христианство. Перед отплытием с Афона Богородица благословила народ и сказала:

«Се в жребий Мне бысть Сына и Бога Моего! Божия благодать на место сие и на пребывающих в нем с верою и со страхом и с заповедями Сына Моего; с малым попечением изобильно будет им вся на земле, и жизнь небесную получат, и не оскудеет милость Сына Моего от места сего до скончания века, и аз буду тепла заступница к Сыну Моему о месте сем и о пребывающих в нем».

## Третий удел: Киево-Печерская лавра

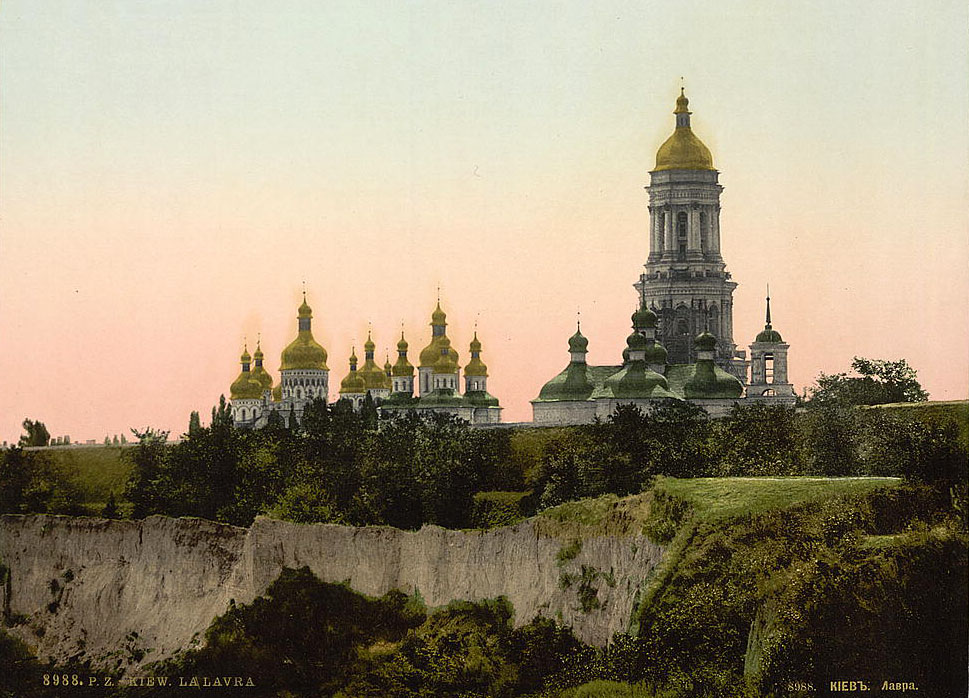
Киево-Печерская лавра. Открытка XIX века

В XI веке в одном из афонских монастырей подвизался монах Антоний, уроженец Черниговского княжества. Матерь Божия открыла игумену монастыря Эсфигмен, что новопостриженному Антонию следует идти к себе на родину, на Русь, и послушный Антоний, дойдя до Киева, основал Киево-Печерский монастырь, впоследствии ставший лаврой. При строительстве в лавре церкви Успения Божией Матери был обретён один из древнейших нерукотворных образов Богородицы.

## Четвёртый удел: Серафимо-Дивеевский монастырь

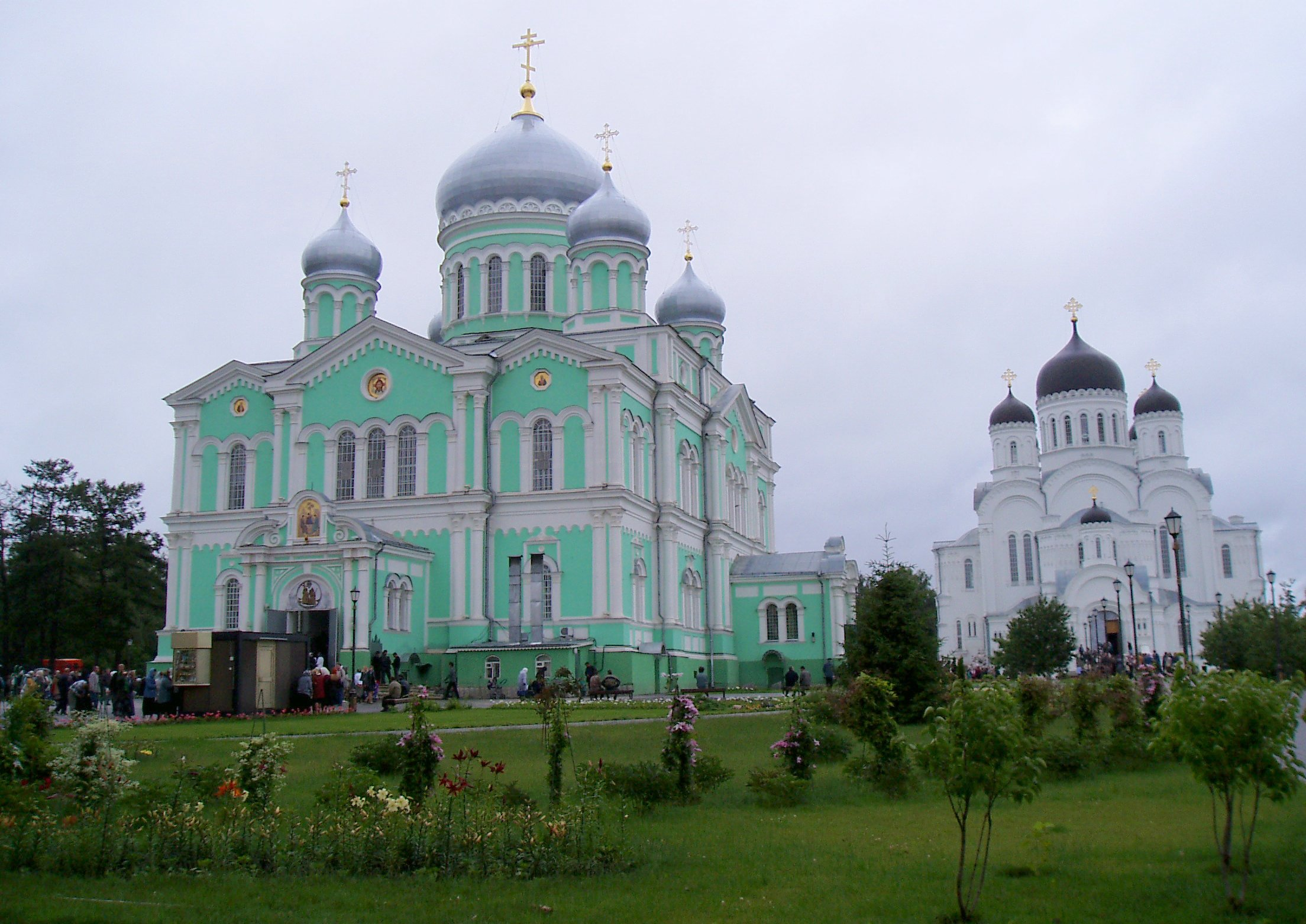
Троицкий (слева) и Преображенский (справа) соборы Серафимо-Дивеевского монастыря

Начало Четвёртого Вселенского Жребия Богородицы было положено в Киеве. Около 1758 года прибыла в Киев богатая рязанская помещица Агафья Семёновна Мельгунова. В возрасте моложе 30 лет она лишилась мужа и решила посвятить свою жизнь Богу. В Киево-Флоровском монастыре она приняла монашеский постриг с именем Александры и проводила жизнь в посте и молитве под руководством старцев Киево-Печерской Лавры.
Однажды после долгого полунощного молитвенного бдения, будучи то ли в лёгкой дремоте, то ли в ясном видении, сподобилась матушка Александра видеть Пресвятую Богородицу и слышать от Неё следующее:

«Это — Я, Госпожа и Владычица твоя, Которой ты всегда молишься. Я пришла возвестить тебе волю Мою. Не здесь, хочу Я, чтоб ты окончила жизнь свою. Но, как Я раба Моего Антония вывела из Афонского Жребия Моего, святой горы Моей, чтоб он здесь, в Киеве, основал новый Жребий Мой, Лавру Киево-Печерскую, так тебе ныне глаголю: изыди отсюда и иди в землю, которую Я покажу тебе. Иди на север России и обходи все великорусские места святых обителей Моих. И будет место, где Я укажу тебе окончить богоугодную жизнь твою, и прославлю имя Моё там, ибо в месте жительства твоего Я осную великую обитель Мою. Иди же, раба Моя, в путь, и благодать Божия, и сила Моя, и благодать Моя, и милость Моя, и щедроты Мои — да будут с тобою!»

С благословения старцев Киево-Печерской Лавры, признавших видение истинным, мать Александра отправилась на север России. В 1760 году её путь лежал к одной из знаменитых русских обителей — Саровскому монастырю.
Не доходя 12-ти верст до Сарова, в селе Дивеево матушка Александра остановилась для отдыха у западной стены деревянной приходской церкви. Здесь она в лёгком сне вновь увидела Божию Матерь:

«Вот то самое место, которое Я повелела тебе искать на севере России… И вот здесь предел, который Божественным Промыслом положен тебе: живи и угождай здесь Господу Богу до конца дней твоих. И Я всегда буду с тобою, и всегда буду посещать место это, и в пределе твоего жительства Я осную здесь такую обитель Мою, равной которой не было, нет и не будет никогда во всем свете. Это Четвертый Жребий Мой во вселенной. И как звёзды небесные и как песок морской умножу Я тут служащих Господу Богу и Меня Приснодеву, Матерь Света, и Сына Моего Иисуса Христа величающих; и благодать Святого Духа Божия и обилие всех благ земных и небесных, с малыми трудами человеческими, не оскудеют от этого места Моего возлюбленного».

На этом месте была основана Дивеевская община, впоследствии ставшая Серафимо-Дивеевским монастырём.